# Den eneste ene
Den eneste ene è un film del 1999 diretto da Susanne Bier.